# Partit Nacionalista Republicà d'Esquerra
El Partit Nacionalista Republicà d'Esquerra (Partido Nacionalista Republicano de Izquierdas) (PNRE) fue un partido político español fundado en octubre de 1933 en torno al denominado grupo de L'Opinió, expulsado de Esquerra Republicana de Catalunya por no aceptar las condiciones fijadas para el traspaso de competencias a la Generalidad de Cataluña. En su comisión de actuación política figuraban Joan Lluhí, Antoni Xirau, Carles Martí, Josep Tarradellas y otros. Constituyeron un apreciable cuadro de dirigentes políticos de gran valía, pero no pudieron atraer la atención de las masas. En diciembre de 1935 participaron en el gobierno de Lluís Companys y en mayo de 1936, después de haber participado en el Front d'Esquerres en febrero y abril de 1936 (con Lluhí), se reintegraron en ERC.
- Datos: Q11698175